# Ókori lexikon
Az Ókori lexikon, korabeli helyesírással Ó-kori Lexikon egy magyar nyelvű 20. század eleji nagy terjedelmű lexikon, amely az ókori görög és római világra nézve a századforduló tudományos ismereteit hivatott összegyűjteni. Terjedelme miatt máig egyedülálló a maga nemében.

## Története
Az ókori lexikon gondolatát 1875-ben Bartal Antal klasszika-filológus vetette fel először, azonban ötlete kellő anyagi és szellemi támogatás hiányában nem tudott megvalósulni akkor. Az 1890-es évek elején Hóman Ottó miniszteri tanácsos az Országos Közoktatási Tanács felszólítására hozzá fogott a szerkesztési munkálatokhoz, de elfoglaltságai miatt nem sokkal később visszalépett. Végül a Budapesti Philologiai Társaság és az Országos Közoktatási Tanács alelnöki tisztségét betöltő Heinrich Gusztáv irodalomtörténésznek fáradhatatlan buzgalmával sikerült kieszközölte a Magyar Tudományos Akadémia és a Vallás- és Közoktatásügyi Minisztérium támogatását, egyben rábírnia a budapesti Franklin Irodalmi és Nyomdai Rt. a kiadás elvállalására, azaz biztosította a nagy munka anyagi alapját. 1896. december 9-én Fináczy Ernő, a Vallás- és Közoktatásügyi Minisztérium osztálytanácsosa Pecz Vilmos (1854–1923) klasszika-filológust és egyetemi tanárt bízta meg a szerkesztési feladatok ellátásával, aki így számol be az előkészületekről:
„Első, legsürgősebb feladatomnak ismertem a munkatársak megnyerését és az általuk elvállalandó czikkek tárgykörének megállapítását. Mivel, egy-két kivételtől eltekintve, nem kaptam olyan munkatársakat, kik, mint az ügy érdeke megkivánta, egymagukban vállalkoztak volna egy-egy nagyobb complexus földolgozására, továbbá, mivel a szakismeret tekintetében való illetékesség szempontján kívül tekintettel kellett lennem arra is, hogy a létesítendő mű iránt való közelebbi érdeklődés körébe vonjam a különböző tantestületeket: munkatársaimnak száma fölszaporodott negyvenháromra. A feldolgozandó anyagnak bizonyos tárgykörök szerint való szétosztását csak nagyjából eszközölhettem, s így majdnem mindenik munkatárs kapott az általa elvállalt tárgykörön kívül eső részleteket is. [...] A munkatársak névsorának és tárgyköreiknek megállapítása után 1897 martius 3-ikán megküldöttem nekik az Egyet. Philologiai Közlöny ugyanazon évi folyamában is megjelent első körözvényemet, melyben kifejtettem az anyag feldolgozásának következő elveit és módozatait: Az Ókori Lexikon czélja, hogy a tanárjelöltek és tanárok, a középiskolák felső osztályainak tanulói és a mívelt nagyközönség azon része számára, mely az irodalom nemesebb alkotásai iránt érdeklődik, az ókorra vonatkozó összes tárgyi ismereteknek a tudomány legújabb vívmányai alapján úgy szövegileg mint ábrák tekintetében lehetőleg kikerekített kézikönyvét nyújtsa. – A munka anyagát képezik: 1) Lübker, Reallexikon des klassischen Alterthums für Gymnasien czímű könyvének 84 lexicalis ívet kitevő, utolsó (hetedik) kiadása (Teubner 1891), mely fogyatékosságai daczára is legjobbnak mondható a hasonló fajta kézi könyvek között. Ehhez járulnak pótlásként: 2) hungarikumokról és egyéb ókori dolgokról szóló czikkek; 3) minél számosabb ábra, melyek Lübkernél igen csekély számúak és nagyrészt rosszak, elavultak. – A kidolgozás módját illetőleg különös tekintettel vagyunk arra, hogy kimutassuk az antik világ hatását a magyar szellemre (első sorban az íróknál), és hogy aránylag nagyobb terjedelemben vegyük figyelembe a magyar szakirodalmat, mint a külföldit. Nem azt tartjuk szemünk előtt, hogy minden egyes tárgyra nézve teljes magyar bibliographiát adjunk, hanem hogy tapintattal kiválaszszuk a jót és a legjobbat, valamint a régibb magyar szakirodalomból azokat a műveket is, melyek nem felelnek ugyan meg a mai igényeknek, de a magyar classica philologia története szempontjából fontosak, m. pl. Szabó István Homerus-fordítása. Lehetőleg minden írónál fölemlítjük a (külföldi) editio princepseket (első nyomtatott kiadásokat), valamint azokat a szakmunkákat (szövegkiadásokat, egyéb munkákat), melyek valamely antik íróra vagy tárgyra nézve mint elsők jelentek meg Magyarországon, a mennyiben t. i. a classica philologia egyik vagy másik tárgyával való komolyabb foglalkozás kezdetét jelzik hazánkban.”
A mű alapjául tehát Friedrich Heinrich Christian Lübker (1811–1867) német ókortudós Reallexikon des classischen Alterthums für Gymnasienje (1855) szolgált, de a nagy mértékű bővítések miatt az Ókori lexikon nem tekinthető egyszerű fordításnak vagy átdolgozásnak, hanem önálló alkotás.
Pecz munkája kiterjedt a Lübker-féle lexikonhoz készítendő pótlások kijelölésére, a szócikkek megjegyzésekkel való ellátására, illetve a körülbelül 10.000-et kitevő utalásnak és ugyanannyi utalt helynek, valamint a szócikkek beosztásainak a rögzítésére. Tanári teendői miatt munkája nagy részét az 1898-as, 1899-es, 1900-as és 1901-es tanév szünidejeiben végezte el. Mindezek mellett számos, a görög grammatikusokra és görög keresztény irodalomra vonatkozó szócikket maga írt meg.
A lexikon egyes részei 1900-tól füzetekben kezdtek megjelenni, az egész első kötet 1902-ben, a második pedig 1904. (Ez azt jelenti, hogy a tényleges munka 1896–1904 között 8 éven át tartott.)

## Jellemzői
Az Ókori lexikon a századforduló tudományosságának és könyvkiadásának egyik igen jelentős alkotása, amelyhez hasonló terjedelmű magyar ókorlexikon azóta sem készült. A nagy alakú papírra (27x18 cm) nyomott, összességében 2.402, kéthasábos oldal terjedelmű mű a teljesség igényével igyekezett feldolgozni az ókori görög és római írók, költők, tudósok életrajzait, az antik fogalmakat, nevezetes műemlékeket, műtárgyakat. Értékét növelte, hogy a nagyobb szócikkek végére nemritkán szakirodalmi utalás került. A címszavak száma jóval felülmúlta a Lübker-féle lexikont: „Lübkerben van 8033 czímszó, melyek közül 6132 czikk, 1901 czímbeli utalás; az Ókori Lexikonnak van 9000 czímszava, melyek közül 6400 czikk, 2600 czimbeli utalás.” (Előszó)
Pecz nagy hangsúlyt fektetett a képi anyagra is. Míg Lübker műve 161 képet tartalmaz, az Ókori lexikon 900-at. Ezek a fekete-fehér illusztrációk nagyrészt szövegképek (metszetek, fényképek), de van kötetekben több egész oldalas műmelléklet, és néhány kihajtható térkép is. A második kötet végén számos ókori mérték- és naptártáblázat kapott helyet.
A kötethez Pecz kísérőtanulmányát külön is megjelentették Az ókori lexikonról címmel.

## A lexikon munkatársai
A következő neves tudósok vállalkoztak az egyes részek kidolgozására:
- Becker Fülöp dr., egyetemi tanár (Budapest): a latin keresztény irodalomra (B. F.);
- Boros Gábor dr., gymn. igazgató (Deés): a római földrajzra és történetre (B. G.);
- Csengery János dr., egyetemi tanár (Kolozsvár): a görög eposra, római lyrára, görög és római drámára (Cs. J.);
- Cserép József dr., gymn. tanár, egyet. m. tanár (Budapest): a római állami, jogi és hadi régiségekre (Cs. Jó.);
- Dóczi Imre, ev. ref. gymn. felügyelő (Debrecen): a görög hadi régiségekre (D. I.);
- Erődi Béla dr., főigazgató (Budapest): az ókori keleti népek földrajzára és történetére (E. B.); Fináczy Ernő dr., egyetemi tanár (Budapest): a görög philosophiára (F. E.);
- Finály Gábor dr., gymn. tanár (Budapest): a görög és római műrégiségekre, numismatikára és a correcturánál való segédkezésre (F. G.);
- Geréb József dr., gyakorló gymn. tanár (Budapest): a görög és római vallási régiségekre (G. J.);
- Gyomlay Gyula dr., gyakorló gymn. tanár (Budapest): a görög állami és jogi régiségekre és a görög szónokokra (Gy. Gy.);
- Hegedűs István dr., egyetemi tanár (Budapest): a görög lyrára, történetre és philosophiára (H. I.);
- Hittrich Ödön dr., gymnas. tanár (Budapest): a római hadi régiségekre (H. Ö.);
- Hornyánszky Gyula dr., gymn. tanár (Kaposvár): a görög irodalomra (H. Gy.);
- Incze Béni, gymn. tanár (Kolozsvár): a római irodalomtörténetre, a görög és római földrajzra és történetre (I. B.);
- Kempf József, gymn. tanár (Budapest): a görög és római földrajzra és történetre (K. J.);
- Király Béla, gymn. tanár (Sopron): a görög és római földrajzra (K. B.);
- Kuzsinszky Bálint dr., egyetemi tanár (Budapest): a római provincialis régiségekre (k. Bá.);
- Láng Nándor dr., gymn. tanár (Budapest): a görög és római archaeologiára, az ábrák megválasztására és magyarázására (L. N.);
- Latkóczy Mihály, gymn. tanár (Budapest): a görög és római mythologiára (L. M.);
- Mangold Lajos dr., reálisk. tanár, egyet. m. tanár (Budapest): a görög és római földrajzra és történetre (M. L.);
- Maywald József dr., gym. tanár (Budapest): a görög és római magánrégiségekre (M. J.);
- Némethy Géza dr., gymn. és egyet. rk. tanár (Budapest): a római irodalomra (N. G.);
- Pecz Vilmos dr., egyet. tanár (Budapest): a görög grammatikusokra és görög keresztény irodalomra (P. V.);
- Petz Gedeon dr., egyetemi tanár (Budapest): Germaniára (P. G.);
- Pirchala Imre, főigazgató (Pozsony): a római irodalomra (P. I.);
- Pozder Károly dr., gymn. igazgató: az ókori keleti népek földrajzára és történetére (P. K.);
- Pruzsinszky János dr., gymn. tanár (Budapest): a görög és római magánrégiségekre (Pr. J.);
- Sebestyén Károly dr., gymn. tanár (Budapest): görög és római philosophiára (S. K.);
- Szabó Iván, gymn. tanár (Halas): a gör. és róm. szinházi régiségekre és drámára (Sz. I.);
- Számek György dr., gymn. tanár (Kolozsvár): a római magánrégiségekre (Sz. Gy.);
- Szamosi János dr., egyetemi tanár (Kolozsvár): a latin grammatikusokra (Sz. J.);
- Székely István dr., gymn. tanár (Nagy Szeben): Italia földrajzára (Sz. Is.);
- Szilasi Móric, gymn. tanár (Budapest): a görög történészekre (Sz. M.);
- Schill Salamon, rabbiképzői tanár (Budapest): a görög történészekre (Sch. S.);
- Schilling Lajos dr., egyetemi tanár (Kolozsvár): a görög földrajzra és történetre (S. L.);
- Schmidt Attila dr., gymn. tanár (Budapest): a görög eposra és drámára (Sch. A.);
- Takács Menyhért dr., jászói prépost (Jászó): a görög és római magánrégiségekre (T. M.);
- Tihanyi Mór dr., rendőrorvos (Budapest): az orvostudományra (Ti. M.);
- Tóth Kálmán dr., gymn. tanár (Budapest): a római földrajzra és történetre (T. K.);
- Váradi Károly, gymn. igazg. (Szeged): a római magánrégiségekre (V. K.);
- Vári Rezső dr., gymn. tanár, egyetemi m. tanár (Budapest): a görög eposra s a görög szaktudományi írókra (V. R.);
- Veress Ignác, c. főigazgató (Budapest): Gallia, Hispania, Britannia földrajzára s történetére (V. I.);
- Zsoldos Benő, gymn. tanár (Sárospatak): a görög földrajzra és történetre (Zs. B.).

## Az eredeti kiadás kötetbeosztása
| Kötetszám | Kötetcím | Kiadási év | Oldalszám | Elektronikus elérés |
| --------- | -------- | ---------- | --------- | ------------------- |
| I. kötet  | A–L      | 1902       | 1143      | MEK                 |
| II. kötet | M–Zs     | 1904       | 1260      | MEK                 |

## Reprint és elektronikus kiadások
Mivel 1904 után 80 éven keresztül nem készült hasonló terjedelmű alkotás, az 1980-as években kereslet mutatkozott egy ókorlexikonra. Mivel ilyen készítésére még csak kísérlet sem történt a Könyvértékesítő Vállalat döntött a mű reprint kiadásban való megjelentéséről, még pedig a régi, értékes szakkönyveket bemutató sorozatában, a Tudománytárban ( helytelen ISBN kód: 963-02-3292-7 ). Kezelhetőség szempontjából a lexikont 4, kisebb kötetre bontva 1984–1985-ben adták ki ismét. Az új kiadáshoz előszót Ritoók Zsigmond klasszika-filológus, bevezetést Gazda István tudománytörténész, az értékes bibliográfiai függeléket (Az ókori görög és latin irodalom Magyarországon) Horváth J. József készítette.
Habár az 1980-as évek óta a lexikon az újabb kutatások, témakörbővítések miatt részeiben még inkább elavulttá, pótlásra szorulttá vált, hatalmas terjedelme miatt nem tudták kiszorítani a nála jóval kisebb újabb lexikonok, így az Antik lexikon (1993), az Ókori hírességek lexikona (2002), vagy Az antik világ – Görögország – Britannica Hungarica kisenciklopédia (2015), és párja, Az antik világ – Róma – Britannica Hungarica kisenciklopédia (2015) sem.
A bővítések felhasználásával a mű CD-ROM formájában az Arcanum Adatbázis Kft. kiadásában újra megjelent, majd – a 21. század követelményeinek megfelelően – ingyenesen digitális formában is hozzáférhető. Elektronikusan a Magyar Elektronikus Könyvtár is elérhetővé tette.

## A reprint kiadás kötetbeosztása
| Kötetszám    | Kötetcím | Kiadási év | Oldalszám |
| ------------ | -------- | ---------- | --------- |
| I/I. kötet   | A–Dem    | 1984       | 540       |
| I/II. kötet  | Dem–L    | 1985       | 601       |
| II/I. kötet  | M–Pub    | 1985       | 608       |
| II/II. kötet | Pub–Z    | 1985       | 681       |